# بت میدلر
بت میدلر (انگلیسی: Bette Midler؛ زاده ۱ دسامبر ۱۹۴۵) آهنگساز و بازیگر اهل ایالات متحده آمریکا است. وی از سال ۱۹۶۵ میلادی تاکنون مشغول فعالیت بوده‌است.
او که در طول سال‌ها فعالیت ۱۴ آلبوم موسیقی منتشر کرد و ۲ نامزد جایزه اسکار و ۳ بار برنده جایزه معتبر گرمی شد؛ در دوران تحصیل، در کارخانه بسته‌بندی آناناس در هونولولو هاوایی کار می‌کرد. بت میدلر همچنان در عرصه موسیقی پر انرژی و شور در حال فعالیت است.

## گزیده فیلم‌شناسی

### سینمایی

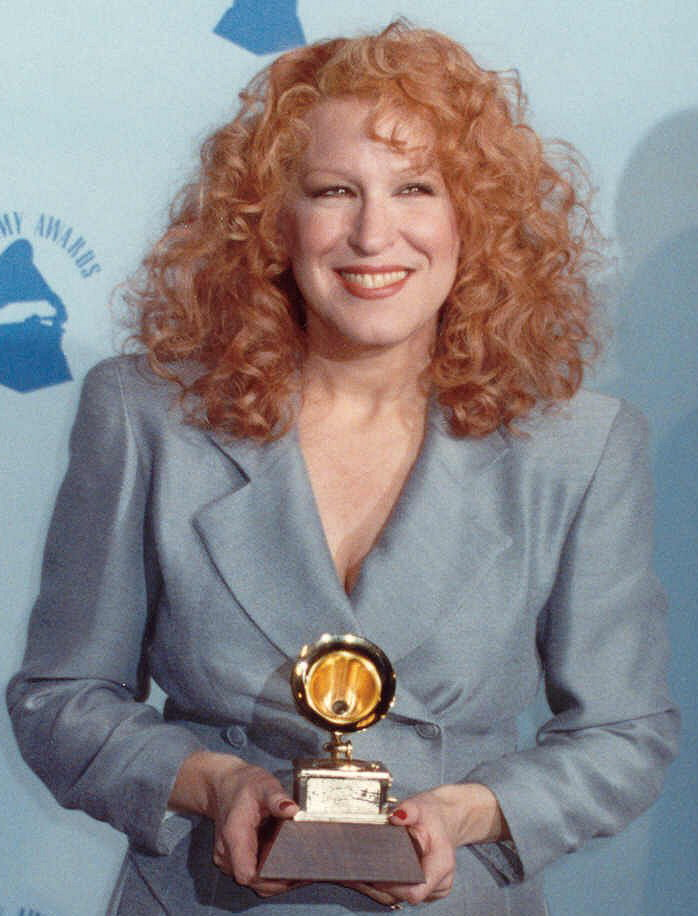

از فیلم‌ها یا برنامه‌های تلویزیونی که وی در آن نقش داشته‌است می‌توان به آثار زیر اشاره کرد.
- شعبده‌بازی ()
- هاوایی (فیلم ۱۹۶۶) (۱۹۶۶)
- کارآگاه (فیلم ۱۹۶۸) (۱۹۶۸)
- خداحافظ کلومبوس (فیلم) (۱۹۶۹)
- رز (فیلم ۱۹۷۹) (۱۹۷۹)
- طلسم شده (فیلم ۱۹۸۲) (۱۹۸۲)
- ثروت ظالمانه (۱۹۸۷)
- ساحل‌ها (فیلم) (۱۹۸۸)
- کسب‌وکار بزرگ (۱۹۸۸)
- الیور و دوستان (۱۹۸۸)
- استلا (۱۹۹۰)
- صحنه‌هایی از مرکز خرید (۱۹۹۱)
- برای پسران (۱۹۹۱)
- شعبده‌بازی (فیلم ۱۹۹۳) (۱۹۹۳)
- باشگاه همسران اول (۱۹۹۶)
- فانتازیا ۲۰۰۰ (۱۹۹۹)
- غرق‌شدن مونا (۲۰۰۰)
- آنچه زنان می‌خواهند (۲۰۰۰)
- همسران استپفورد (۲۰۰۴)
- سپس او مرا یافت (۲۰۰۷)
- زنان (فیلم ۲۰۰۸) (۲۰۰۸)
- راهنمایی والدین (۲۰۱۲)
- ۲۰ قدم تا ستاره بودن (۲۰۱۳)
- نمایش عجیب و غریب (۲۰۱۷)
- خانواده آدامز (فیلم ۲۰۱۹) (۲۰۱۹)
- گلوریا (۲۰۲۰)
- خانواده آدامز ۲ (۲۰۲۱)
- شعبده‌بازی ۲ (۲۰۲۲)